# Ragnar Persson
Ragnar Persson (* 19. September 1938) ist ein ehemaliger schwedischer Skilangläufer.

## Werdegang
Persson, der für den Föllinge SK startete, errang im März 1962 hinter Harald Grønningen den zweiten Platz bei den Lahti Ski Games über 15 km. Im folgenden Jahr siegte er beim Holmenkollen Skifestival über 50 km und bei den Svenska Skidspelen über 30 km und mit der Staffel. Im Jahr 1964 gewann er in Kiruna erneut bei den Svenska Skidspelen über 30 km und mit der Staffel. Bei schwedischen Meisterschaften siegte er dreimal über 15 km (1963, 1964, 1966), zweimal über 30 km (1963, 1968) und einmal über 50 km (1964). Zudem wurde er zweimal schwedischer Meister mit der Staffel von Föllinge SK (1965, 1967).